# Amy Fraser
Amy Fraser (Halifax, 29 de marzo de 1995) es una deportista canadiense que compite en esquí acrobático, especialista en la prueba halfpipe.
Obtuvo dos medallas de bronce en los X Games de Invierno. Participó en los Juegos Olímpicos de Pekín 2022, ocupando el octavo lugar en el halfpipe.

## Medallero internacional
| \| X Games de Invierno \| X Games de Invierno \| X Games de Invierno \| X Games de Invierno \| \| Año \| Lugar \| Medalla \| Prueba \| \| ------------------- \| ---------------------- \| ------------------- \| ------------------- \| \| 2024 \| Aspen (Estados Unidos) \| Medalla de bronce \| Superpipe \| \| 2025 \| Aspen (Estados Unidos) \| Medalla de bronce \| Superpipe \| |                        |                   |           |
| X Games de Invierno |                        |                   |           |
| Año | Lugar                  | Medalla           | Prueba    |
| 2024 | Aspen (Estados Unidos) | Medalla de bronce | Superpipe |
| 2025 | Aspen (Estados Unidos) | Medalla de bronce | Superpipe |